# Partito Verde di Inghilterra e Galles
Il Partito Verde di Inghilterra e Galles (in inglese Green Party of England and Wales - GPEW; in gallese Plaid Werdd Cymru a Lloegr) è un partito politico del Regno Unito.
Fondato nel 1990 a seguito della dissoluzione del Partito Verde del Regno Unito, è entrato per la prima volta alla Camera dei Comuni in occasione delle elezioni generali del 2010, quando è stata eletta Caroline Lucas, allora leader del partito ed europarlamentare dal 1999.
A seguito delle elezioni del 2024 conta quattro rappresentanti nella Camera dei Comuni; ha inoltre due esponenti nella Camera dei Lord. Esprime centinaia di rappresentanti a livello locale, tra cui tre nell'Assemblea di Londra.
A livello internazionale il partito è affiliato ai Global Greens.

## Ideologia e posizioni
L'ideologia del partito combina l'ambientalismo (progressivo abbandono dei combustibili fossili e dell'energia nucleare) con politiche economiche di sinistra, che prevedono servizi pubblici forti. Propone un'economia di stato stazionario interventista e l'introduzione del sistema proporzionale nel Regno Unito. Assume un approccio progressista in materia di diritti civili, animalismo, diritti LGBT e riforme in materia di droghe. Il partito promuove inoltre la nonviolenza (anti-militarismo, anti-interventismo, anti-NATO), il reddito di base, il salario di sussistenza e la partecipazione democratica.
Alcuni esponenti del partito si sono dichiarati favorevoli all'abolizione della monarchia britannica.
Nel referendum sulla permanenza del Regno Unito nell'Unione europea del 2016 il Partito Verde si schierò a favore dell'appartenenza del Paese all'UE, pur sostenendo il referendum stesso in quanto opportunità per creare "un'Europa più democratica e con responsabilità, con uno scopo più chiaro per il futuro".

## Struttura

### Presidenti principali

#### Presidente principale femminile
- Jean Lambert (1992–1993)
- Jan Clark (1993–1995)
- Peg Alexander (1995–1997)
- Jean Lambert (1998–1999)
- Margaret Wright (1999–2003)
- Caroline Lucas (2003–2006)
- Siân Berry (2006–2007)
- Caroline Lucas (2007–2008)

#### Presidente principale maschile
- Richard Lawson (1992)
- Mallen Baker (1992–1993)
- John Cornford (1993–1994)
- David Taylor (1994–1997)
- Mike Woodin (1997–2001)
- Darren Johnson (2001–2003)
- Mike Woodin
- Keith Taylor (2004–2006)
- Derek Wall (2006–2008)

### Leader
- Caroline Lucas (2008–2012, vice leader Adrian Ramsay)
- Natalie Bennett (2012-2016, vice leader Will Duckworth 2012–2014, Amelia Womack e Shahrar Ali 2014–2016)
- Caroline Lucas e Jonathan Bartley (2016–2018, vice leader Amelia Womack)
- Siân Berry e Jonathan Bartley (2018–2020, vice leader Amelia Womack)
- Siân Berry (2021,[12] vice leader Amelia Womack)
- Adrian Ramsay e Carla Denyer (2021–in carica, vice leader Amelia Womack)

## Risultati elettorali
| Elezione      | Voti      | %    | Seggi   |
| ------------- | --------- | ---- | ------- |
| Generali 1992 | 170 047   | 0,5  | 0 / 650 |
| Europee 1994  | 471 257   | 3,0  | 0 / 87  |
| Generali 1997 | 61 731    | 0,3  | 0 / 659 |
| Europee 1999  | 568 236   | 5,3  | 2 / 87  |
| Generali 2001 | 166 477   | 0,6  | 0 / 659 |
| Europee 2004  | 948 588   | 5,6  | 2 / 78  |
| Generali 2005 | 257 758   | 1,0  | 0 / 646 |
| Europee 2009  | 1 233 303 | 7,8  | 2 / 73  |
| Generali 2010 | 265 247   | 0,9  | 1 / 650 |
| Europee 2014  | 1 136 670 | 6,9  | 3 / 73  |
| Generali 2015 | 1 111 603 | 3,6  | 1 / 650 |
| Generali 2017 | 512 327   | 1,6  | 1 / 650 |
| Europee 2019  | 1 881 306 | 11,8 | 7 / 73  |
| Generali 2019 | 865 697   | 2,7  | 1 / 650 |
| Generali 2024 | 1 841 888 | 6,7  | 4 / 650 |